# Amphimallon brucki
Amphimallon brucki är en skalbaggsart som beskrevs av Leon Fairmaire 1879. Amphimallon brucki ingår i släktet Amphimallon och familjen Melolonthidae. Inga underarter finns listade i Catalogue of Life.